# Яскевич, Илья Геннадьевич
Илья Геннадиевич Яскевич — мастер спорта России, тренер-преподаватель по пулевой стрельбе высшей категории.
Среди его воспитанников — мастер спорта России международного класса, победительница Кубка мира, обладатель лицензии на Олимпиаду-2016 Любовь Яскевич, мастер спорта России Алексей Яскевич.

## Биография
Илья Геннадиевич Яскевич вместе с женой Флюрой Мирдасимовной и тремя детьми — Любовью, Алексеем и Евгенией жили в Кемерово. Там он занимался борьбой, плаванием, стрельбой. Работал исполнительным директором Стрелкового союза Кемеровской области и тренером по стрельбе. В четырнадцатилетнем возрасте его дочь, Любовь Яскевич, на летних каникулах решила зайти в тир к отцу и пострелять, и новый вид спорта ей так понравился, что со временем стал основным и постоянным занятием. Когда Любовь получила звание мастера спорта после выигрыша чемпионата России среди молодежи, нужно было начинать активно участвовать в соревнованиях, на которые у спортивного комитета не всегда выделялись средства. Чтобы у дочери была возможность принимать участие в соревнованиях, Илья Яскевич стал совмещать две работы — днем был тренером, вечером и ночью — таксистом.
После серии скандалов с тренерским составом стрелков Кемерово был вынужден переехать в Липецкую область.
Илья Яскевич получил высшее образование. Работает тренером с 2001 года.
По состоянию на 2012 год — профессиональный тренер по стрельбе СК «Липецкий Металлург».
По версии Липецкого областного управления по физкультуре и спорту в 2015 году Илья Яскевич входит в число лучших тренеров.
Илья Яскевич и его подопечная Любовь Яскевич, которая заняла 4 место на Олимпийский играх по пулевой стрельбе, были выдвинуты номинантами на получение областных премий в размере от 120 до 300 тысяч рублей.
12 января 2017 года был подписан приказ № 4 "О присвоении почетного спортивного звания «Заслуженный тренер России» по пулевой стрельбе Илье Яскевичу.